# باشگاه والیبال ستاره سرخ بلگراد
باشگاه والیبال ستاره سرخ (انگلیسی: Volleyball Club Red Star) باشگاه حرفه‌ای والیبال در دو بخش زنان و مردان مستقر در بلگراد، صربستان است. این تیم موفق‌ترین باشگاه در والیبال صربستان در رده زنان است.